# Kimberly Williams-Paisley
Kimberly Payne Williams-Paisley (nacida Kimberly Payne Williams; Rye, Nueva York, 14 de septiembre de 1971) es una actriz estadounidense. Ha actuado desde 1991.

## Biografía

### Infancia y juventud
Kimberly Williams nació en Rye, Nueva York, su padre se llama Gurney, un periodista de medicina freelance, y su madre Linda, una recaudadora de fondos. Es hermana mayor de la también actriz Ashley Williams. Williams ha estado en el mundo del espectáculo desde los 13 años de edad. En 1989 dirigió el Musical Revue en Rye High School. Dejó la Northwestern University durante su primer año para aparecer en la versión de 1991 de la película Father of the Bride pero regresó y completó su educación en actuación. Fue hermana de la fraternidad Alpha Phi.

### Carrera
Williams-Paisley es conocida por su interpretación de Annie Banks en Father of the Bride (1991) y Father of the Bride Part II (1995), junto a Steve Martin y Diane Keaton. Interpretó a Dana en el sitcom de ABC According to Jim y actuó como Virginia en la miniserie de NBC The 10th Kingdom.

## Filmografía
| Películas  | Películas                                | Películas                 | Películas                     |
| Año        | Película                                 | Rol                       | Notas                         |
| ---------- | ---------------------------------------- | ------------------------- | ----------------------------- |
| 1991       | Father of the Bride                      | Annie Banks               |                               |
| 1992       | Porco Rosso                              | Fio Piccolo               | Voice Role (English Dub)      |
| 1993       | Samuel Beckett Is Coming Soon            | Kim                       |                               |
| 1993       | Indian Summer                            | Gwen Daugherty            |                               |
| 1995       | Coldblooded                              | Jasmine                   |                               |
| 1995       | Father of the Bride Part II              | Annie Banks-MacKenzie     |                               |
| 1996       | The War at Home                          | Karen Collier             |                               |
| 1999       | Just a Little Harmless Sex               | Alison                    |                               |
| 1999       | Elephant Juice                           | Dodie                     |                               |
| 1999       | Simpático                                | Young Rosie               |                               |
| 2000       | El décimo reino                          | Virginia Lewis            |                               |
| 2001       | Ten Tiny Love Stories                    | Herself                   |                               |
| 2006       | Shade                                    | Laura Parker              | Director, Escritor Short film |
| 2006       | How to Go Out on a Date in Queens        | Amy                       |                               |
| 2006       | How to Eat Fried Worms                   | Mrs. Forrester            |                               |
| 2006       | We Are Marshall                          | Sandy Lengyel             |                               |
| 2007       | Eden Court                               | Bonnie Duncan             |                               |
| 2007       | Número Dos                               |                           | Director, Writer Short film   |
| 2018       | The Christmas Chronicles                 | Claire Pearce             |                               |
| 2020       | The Christmas Chronicles 2               | Claire Pearce             |                               |
| 2023       | Perro perdido                            | Ginny Marshall            |                               |
| 2023       | Jesus Revolution                         | Charlene                  |                               |
| Televisión |                                          |                           |                               |
| Año        | Título                                   | Rol                       | Notas                         |
| 1990       | ABC Afterschool Specials                 | Vanessa                   | Episodio: Stood Up!           |
| 1994       | Cuentos de la Cripta                     | Hija del inspector Zeller | episodio                      |
| 1996       | Jake's Women                             | Molly                     | CBS TV-Movie                  |
| 1996       | Relativity                               | Isabel Lukens             |                               |
| 1998       | Safe House                               | Andi Travers              | Showtime TV-Movie             |
| 2000       | The 10th Kingdom                         | Virginia Lewis            | NBC Miniseries                |
| 2001       | Follow the Stars Home                    | Dianne Parker-McCune      | CBS TV-Movie                  |
| 2001–2009  | According to Jim                         | Dana Gibson               |                               |
| 2002       | Tocando el cielo                         | Maggie Andrews            | CBS TV-Movie                  |
| 2003       | Lucky 7                                  | Amy Myer                  | TV-Movie                      |
| 2004       | Identity Theft: The Michelle Brown Story | Michelle Brown            | TV-Movie                      |
| 2004       | George López                             | Vanessa Brooks            | episodio                      |
| 2005       | Less Than Perfect                        | Laura                     | episodio                      |
| 2017       | The Christmas Train                      | Eleanor Carter            | Telefilme                     |

## Premios y candidaturas
Heartland Film Festival
- 2006: Ganadora, "Crystal Heart Award for Best Dramatic Short Film" - Shade
- 2006: Ganadora, "Vision Award for Best Short Film - Shade

MTV Movie Awards
- 1992: Candidata, "Best Breakthrough Performance" - Father of the Bride

Satellite Awards
- 1997: Candidata, "Best Performance by an Actress in a Dramatic Television Series" - Relativity

Sedona International Film Festival
- 2006: Ganadora, "Outstanding Acting & Directing" - Shade